# Eugeniusz Hoinka
Eugeniusz Hoinka – polski polityk lokalny, pierwszy polski burmistrz Głogowa po II wojnie światowej, w okresie 10 maja 1945 - 24 września 1945.
Po przejęciu przez Polskę Dolnego Śląska w 1945 r, władze Jarocina na własną rękę objęły patronat nad Głogowem. 5 marca 1945 r. do Głogowa przybyła pierwsza grupa zwiadowcza skierowana przez partyjne i miejskie władze Jarocina. W jej skład wchodzili: Leon Kaczmarek (starosta jarociński), Roch Roszczak (inspektor szkolny) oraz Eugeniusz Hoinka (urzędnik skarbowy, wytypowany na burmistrza Głogowa). Po odnalezieniu Pełnomocnika Rządu RP w Nosocicach, uzgodniono przejęcie stanowiska burmistrza przez Hoinkę. 
Hoinka powrócił do Jarocina, gdzie starał się zebrać chętnych do osiedlenia się w Głogowie. Mimo że miasto było w 95% zniszczone, udało mu się zebrać grupę 21 ochotników, która przybyła do Głogowa 9 maja 1945. 10 maja o godzinie 10.30 Hoinka oficjalnie przejął władzę nad miastem.

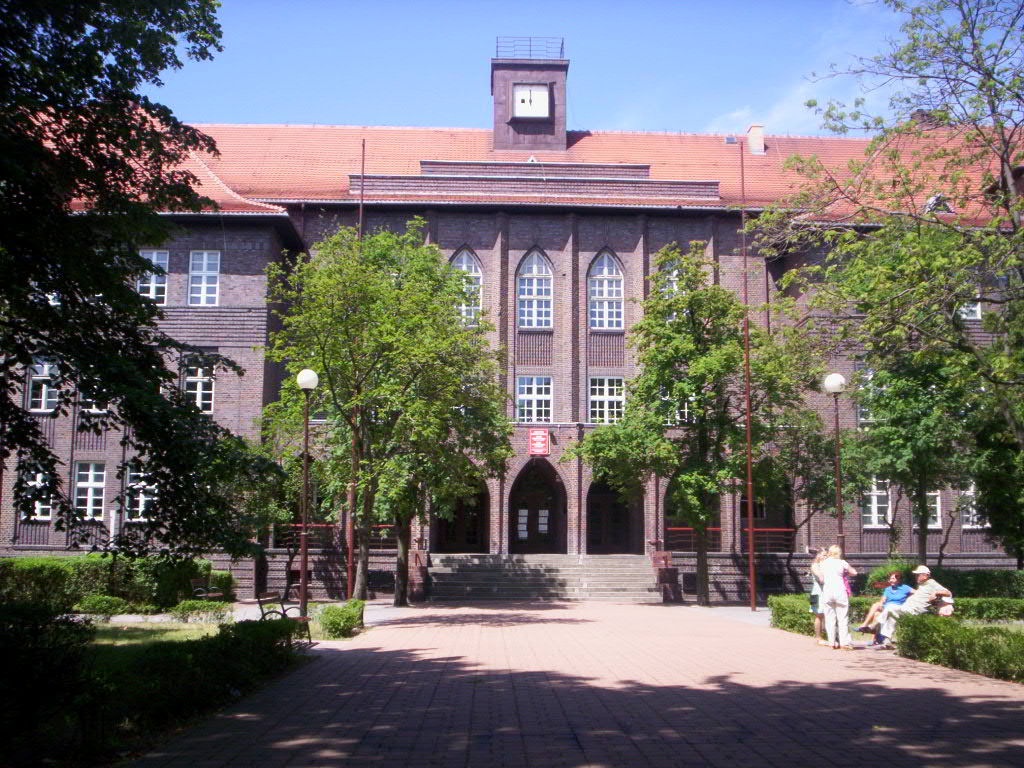
Dawna siedziba Zarządu Miejskiego, obecnie liceum

Oprócz burmistrza Hoinki w pierwszym Zarządzie Miejskim byli wiceburmistrz - Adam Królak, sekretarz - Czesław Zawieja, kierownik biura ewidencji - Stanisława Piotrowska, kasjer - Izabela Horbanowicz, kierownik referatu aprowizacji - Stanisław Wyrzykowski, kierownik referatu gospodarczego - Wacław Horbanowicz i sekretarka - Irena Główna. Podział funkcji był jednak tylko teoretyczny, jako że każdy wykonywał wówczas wszystkie niezbędne czynności. Początkowo siedzibą Zarządu były zabudowania gospodarcze we wsi Krzepów, 28 maja 1945 przeniósł się zaś do wyremontowanego budynku przy ul. Królewskiej (obecnie Jedności Robotniczej), w którym obecnie mieści się I Liceum Ogólnokształcące w Głogowie.
Hoinka ogłosił się Prezydentem Miasta, uważając, że Głogów jest miastem wydzielonym, niezależnym od władz powiatu głogowskiego. W związku z tym odmówił on przyjmowania od władz powiatowych kartek żywnościowych, co pozbawiło Głogów na kilka miesięcy przydziałów żywności. Hoinka wprowadził również "podatek od szabru" - każdy mieszkaniec Głogowa złapany na szabrowaniu musiał dostarczyć do Zarządu Miejskiego pewną liczbę dachówek.
Z inicjatywy Zarządu Miasta zorganizowano wówczas w Głogowie kilka pierwszych zakładów rzemieślniczych. Ich kierownikami byli polscy osadnicy, pracowali w nich zaś w zamian za żywność Niemcy. W związku ze zniszczeniem mostów na Odrze, zorganizowano przeprawę przez rzekę łodzią, później zaś promem. Przejęto również od władz radzieckich szpital.
6 października 1945 Hoinka został aresztowany. Na stanowisku burmistrza zastąpił go 18 października Władysław Fryszczyszyn. Hoince zarzucono m.in. nadużycia w związku ze sprzedażą do Jarocina urządzeń Gazowni Miejskiej. Ostatecznie, 6 września 1946 r., został on uwolniony od zarzutów i uniewinniony. 27 listopada 1946 Hoinka został jednym z sześciu członków Wydziału Powiatowego, organu wykonawczego Powiatowej Rady Narodowej. Potem do emerytury pracował w instytucjach finansowych w Głogowie i Zielonej Górze.